# Traťová strojní společnost
Traťová strojní společnost, a.s. (VKM: TSS) je česká firma, která se zabývá především stavebními činnostmi na železničních drahách a provozováním drážní dopravy. Ještě v roce 2010 společnost zaměstnávala přes 200 pracovníků.

## Historie
Kořeny společnosti sahají k 1. říjnu 1952, kdy byly v rámci Československých státních drah (ČSD) zřízeny tzv. traťové strojní stanice (TSS) (v Plzni, Prackovicích nad Labem, Hradci Králové, Olomouci, Bratislavě a Košicích. Do těchto stanic byli soustředěni pracovníci a stroje potřebné pro výstavbu a údržbu železničních tratí. K 1. lednu 1966 pak k těmto základnám přibyla TSS Hulín. České stanice, které po rozdělení ČSD připadly Českým drahám (ČD), byly k 1. lednu 2005 vyčleněny do dceřiné společnosti Traťová strojní společnost, a.s., se sídlem v Pardubicích (v roce 2008 bylo sídlo přeneseno do Hradce Králové), o rok později do společnosti vstoupil strategický partner OHL ŽS.
V závěru roku 2009 nabídly ČD k odprodeji svůj 51,01% podíl ve společnosti. Vítězem tendru na odkup tohoto podílu se stala firma Ostravské opravny a strojírny (OOS). 10. června 2010 schválil řídicí výbor Českých drah prodej akcií vítězi soutěže, který za ně zaplatil přes 600 mil. Kč.
Od 10. srpna 2011 jsou Ostravské opravny a strojírny jediným vlastníkem společnosti. K 1. lednu 2012 došlo k rozdělení této firmy tím, že se část jmění převedla na nově vzniklou nástupnickou společnost TSS Cargo a.s. Dle projektu rozdělení měla odštěpovaná část majetku TSS hodnotu 1 463 567 000 Kč a zahrnovala zejména nemovitosti střediska TSS v Hulíně, lokomotivy (13 ks řady 742, 1 ks 711, 2 ks 721, 4 ks 753.7, 8 ks 730 a 5 ks 740), několik set nákladních vozů a další majetek.
Původní společnost zanikla k 30. březnu 2016 rozdělením na nástupnickou společnost stejného jména, část majetku přešla na TSS Cargo. Majitelem byly stále Ostravské opravny a strojírny, od 24. září 2019 pak byla majitelem společnost Rail Invest. 31. prosince 2020 bylo sídlo společnosti přeneseno z Ostravy do Prahy.

## Organizační členění
Sídlo společnosti bylo od roku 2014 v Ostravě, ale samotná provozní činnost byla soustředěna do několika středisek:
- Hulín (strojní středisko, opravárenské středisko)
- Starý Plzenec (strojní středisko, opravárenské středisko)
- Hradec Králové (strojní středisko a servis)
- Lovosice (strojní středisko a servis)[3]

## Technické vybavení

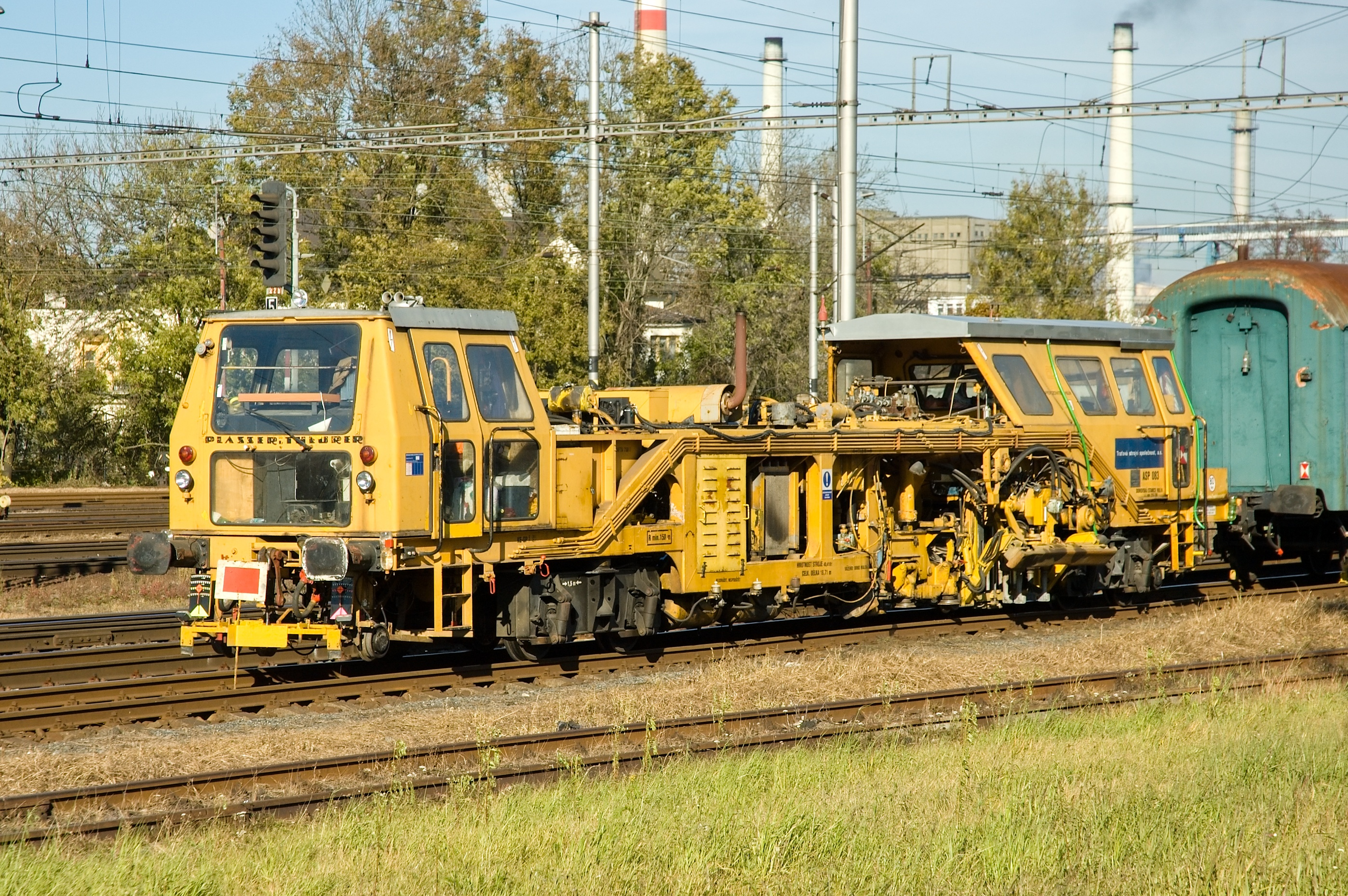
Podbíječka Traťové strojní společnosti

Pro práce při údržbě a výstavbě železničních tratí společnost disponuje těmito speciálními vozidly a mechanismy:
- Strojní čističky štěrkového lože
- Sanační mechanizovaný stroj
- Soupravy mechanizovaných zásobníkových a výsypných vozů
- Automatické strojní podbíječky
- Vozové jeřáby a pokladače pro snímání a kladení kolejí
- Obnovovací stroj SUM 1000 CS
- Stroje pro úpravu a doplňování kolejového lože
- Stroje pro hutnění a dynamickou stabilizaci kolejového lože
- Stroje pro svařování kolejnic
- Stroje pro práce s upevňovadly[8]

Pro pohyb se speciálními vozidly a pro dopravu materiálu potřebného na stavbách dále společnost využívá:
- motorové lokomotivy řad 703, 711, 721, 730, 740, 742[9] a 753.7[5]
- železniční vozy mj. těchto řad: Faccpp, Ua, Facc, Smmp, Rmms[10]

## Provozování drážní dopravy
Provozování drážní dopravy společností TSS zahrnuje především samotný pohyb stavebních mechanismů na železničních tratích, jejich přesun mezi jednotlivými stavbami a návoz materiálu na stavby (např. kameniva).
| rok  | tisíc hrtkm | podíl hrtkm | vlkm    | podíl vlkm |
| ---- | ----------- | ----------- | ------- | ---------- |
| 2006 | 45 429      | 0,12 %      | 374 552 | 0,89 %     |
| 2007 | 113 827     | 0,29 %      | 430 318 | 0,99 %     |
| 2008 | 113 989     | 0,3 %       | 467 440 | 1,07 %     |
| 2009 | 152 924     | 0,5 %       | 505 010 | 1,38 %     |
| 2010 | 120 311     | 0,37 %      | 365 570 | 0,99 %     |

V letech 2014 až 2016 se společnost věnovala rovněž přepravě uhlí pro Elektrárnu Nováky, konkrétně šlo o dodávky z dolů Čáry a Dolina. Vozba z dolu Dolina skončila v červnu 2015 z důvodu ukončení těžby, v lednu 2016 pak přepravy z dolu Čáry převzal konkurenční Lokorail. Na těchto vlacích byly využívány především lokomotivy řady 753.7 sesterské společnosti TSS Cargo.